# Municipio de Upper Providence (condado de Delaware)
El municipio de Upper Providence (en inglés: Upper Providence Township) es un municipio ubicado en el condado de Delaware en el estado estadounidense de Pensilvania. En el año 2000 tenía una población de 10.509 habitantes y una densidad poblacional de 725.7 personas por km².

## Geografía
El municipio de Upper Providence se encuentra ubicado en las coordenadas 39°56′00″N 75°22′28″O / 39.93333, -75.37444.

## Demografía
Según la Oficina del Censo en 2000 los ingresos medios por hogar en la localidad eran de $87,166 y los ingresos medios por familia eran de $100,450. Los hombres tenían unos ingresos medios de $79,848 frente a los $65,491 para las mujeres. La renta per cápita de la localidad era de $55,532. Alrededor del 3,9% de la población estaba por debajo del umbral de pobreza.